# Lago Sempach
O Lago Sempach é um lago localizado no cantão de Lucerna, na Suíça. A sua área é de cerca de 14,5 km ² e sua profundidade máxima é de 87 m.